# Desmonema gaudichaudi
Desmonema gaudichaudi är en manetart som först beskrevs av René-Primevère Lesson 1832.  Desmonema gaudichaudi ingår i släktet Desmonema och familjen Cyaneidae. Inga underarter finns listade i Catalogue of Life.